# Parathesis oerstediana
Parathesis oerstediana är en viveväxtart som beskrevs av Carl Christian Mez. Parathesis oerstediana ingår i släktet Parathesis och familjen viveväxter. Inga underarter finns listade i Catalogue of Life.